# WISP3
پروتئین ۳ مسیر پیام‌رسانی القایی WNT1 (به انگلیسی: WNT1-inducible-signaling pathway protein 3) که با نام اختصاری WISP3 شناخته می‌شود، یک پروتئین ماتریکسی-سلولی که در انسان توسط ژن «WISP3» کُدگذاری می‌شود.

## عملکرد
این پروتئین، از اعضای خانوادهٔ پروتئین‌های سی‌سی‌ان است و بسیاری از اعمال مهم سلولی از جمله چسبندگی سلول، حرکت، تکثیر، زنده‌ماندن و تمایز سلولی را تنظیم می‌کند.

## اهمیت بالینی
جهش در ژن «WISP3» سبب ایجاد بیماری «دیس‌پلازی روماتیسمی کاذب» می‌گردد که نوعی اختلال استخوانی اتوزومال مغلوب است که در سنین کودکی روی می‌دهد. این موضوع نشان می‌دهد که ژن یادشده جهت رشد طبیعی استخوان و غضروف پس از تولد تولد لازم است. جالب آنکه هرگونه تغییر در این ژن در موش‌ها، هیچگونه اختلال رشدی ایجاد نمی‌کند. همچنین از دست رفتن عملکرد این ژن در انسان با بروز سرطان التهابی پستان و متاستاز به غدد لنفاوی زیر بغل همراه است و این موضوع نشان می‌دهد که WISP3/CCN6 احتمالاً می‌تواند در نقش ژن سرکوب‌گر تومور در سرطان پستان و متاستازهای ناشی از آن ظاهر شود.